# Procaviopsylla creusae
Procaviopsylla creusae är en loppart som först beskrevs av Rothschild 1904.  Procaviopsylla creusae ingår i släktet Procaviopsylla och familjen husloppor. Inga underarter finns listade i Catalogue of Life.